# بيروكبريتات البوتاسيوم
بيروكبريتات البوتاسيوم (أو ثنائي كبريتات البوتاسيوم) مركب كيميائي صيغته K2S2O7، ويوجد على شكل بلوري صلب.

## التحضير
يحضر المركب من تسخين بيكبريتات البوتاسيوم عند درجات حرارة أدنى من 600 °س:
{\displaystyle \mathrm {2\ KHSO_{4(s)}\longrightarrow K_{2}S_{2}O_{7(s)}+H_{2}O_{(g)}} }.

## الخواص
يؤدي تسخين المركب إلى درجات حرارة تتجاوز 600 °س إلى تفكك المركب إلى كبريتات البوتاسيوم:
{\displaystyle \mathrm {K_{2}S_{2}O_{7(s)}\longrightarrow K_{2}SO_{4(s)}+SO_{3(g)}} }.
كما يتفكك بيروكبريتات البوتاسيوم عند التماس مع الماء ويذوب مع التفكك إلى كبريتات البوتاسيوم:
{\displaystyle \mathrm {K_{2}S_{2}O_{7(s)}+H_{2}O\longrightarrow K_{2}SO_{4(s)}+H_{2}SO_{4}} }.

## الاستخدامات
يستخدم المركب من أجل فصل الأملاح الحمضية عند درجات حرارة مرتفعة.
{\displaystyle \mathrm {3\ K_{2}S_{2}O_{7(s)}+Fe_{2}O_{3}\longrightarrow 3\ K_{2}SO_{4(s)}+Fe_{2}(SO_{4})_{3}} }.